# Kinga Jasik
Kinga Jasik (ur. 1995) – polska aktorka filmowa i telewizyjna.

## Życiorys
W 2020 roku ukończyła studia na Wydziale Aktorskim we Wrocławiu.

## Filmografia
| Rok        | Tytuł                                       | Rola                    | Uwagi           |
| ---------- | ------------------------------------------- | ----------------------- | --------------- |
| 2016       | M jak miłość                                | koleżanka Joanny        | 4 odcinki       |
| 2016, 2018 | Na Wspólnej                                 | Jola Nocek              | 3 odcinki       |
| 2019       | Jak zostałem gangsterem. Historia prawdziwa | Laska                   |                 |
| 2019       | Na sygnale                                  | Zuza                    | odc. 224        |
| 2019       | O mnie się nie martw                        | Julita, córka Huberta   | sez. 3 odc. 120 |
| 2019       | Ślad                                        | Ewelina Kańska          | odc. 61         |
| 2019       | Dziewczyny ze Lwowa                         | prostytutka             | odc. 43         |
| 2019       | Pierwsza miłość                             | kursantka Żaneta        |                 |
| 2019–2020  | Korona królów                               | Helena                  | 64 odcinki      |
| 2020       | W głębi lasu                                | Monika Sowik            | 4 odcinki       |
| 2020       | Ojciec Mateusz                              | Lena Kot                | odc. 298        |
| 2021       | Tajemnica zawodowa                          | Angelika, matka Daniela | odc. 10         |
| 2021       | Erotica 2022                                | dublerka żony           |                 |
| 2021       | Szadź                                       | Ilona Kołeczek          | 3 odcinki       |
| 2021       | Dziewczyny z Dubaju                         | Dziewczyna              |                 |
| 2021       | Droga                                       | Kuzynka                 | krótkometr.     |
| 2021       | Jestem tu                                   | Ona                     | krótkometr.     |
| 2021–2023  | Skazana                                     | Wiktoria Panek          | 14 odcinków     |
| 2022       | Filip                                       | panna młoda             |                 |
| 2022       | Miłość na pierwszą stronę                   | Kinia                   |                 |
| 2022       | Prorok                                      | Krycha                  |                 |
| 2023       | Chcesz pokoju, szykuj się do wojny          | Natalia                 |                 |
| 2023       | Przyjaciółki                                | Ewelina                 | 2 odcinki       |
| 2024       | Wieczór kawalerski                          | Roxi                    |                 |
| 2024       | Komisarz Alex                               | Lena Lasota             | 1 odcinek       |
| 2024       | Dla waszego dobra                           | policjantka             |                 |